# Gramatneusiedl
Gramatneusiedl is een gemeente in de Oostenrijkse deelstaat Neder-Oostenrijk, gelegen in het district Bruck an der Leitha. De gemeente heeft ongeveer 2200 inwoners.

## Geografie
Gramatneusiedl heeft een oppervlakte van 6,7 km². Het ligt in het noordoosten van het land, vlak bij de hoofdstad Wenen.
Van 1954 tot en met 31 december 2016 maakte de gemeente deel uit van het district Wien-Umgebung (WU). Dit district werd per 1 januari 2017 opgeheven.
Ebergassing · Fischamend · Gablitz · Gerasdorf bei Wien · Gramatneusiedl · Himberg · Klein-Neusiedl · Klosterneuburg · Lanzendorf · Leopoldsdorf · Maria Lanzendorf · Mauerbach · Moosbrunn · Pressbaum · Purkersdorf · Rauchenwarth · Schwadorf · Schwechat · Tullnerbach · Wolfsgraben · Zwölfaxing
- Gemeinsame Normdatei: 4405351-4
- MusicBrainz: b957f36c-85cb-48fd-9370-aec816bc9035
- Nationale Bibliotheek van Tsjechië: ge397970
- Virtual International Authority File: 239178231
- WorldCat: E39PCjHdfrPmPCCMMPtt4wcr4q